# Tristerix aphyllus
Tristerix aphyllus là một loài thực vật có hoa trong họ Loranthaceae. Loài này được (Miers ex DC.) Barlow & Wiens miêu tả khoa học đầu tiên năm 1973.

## Hình ảnh

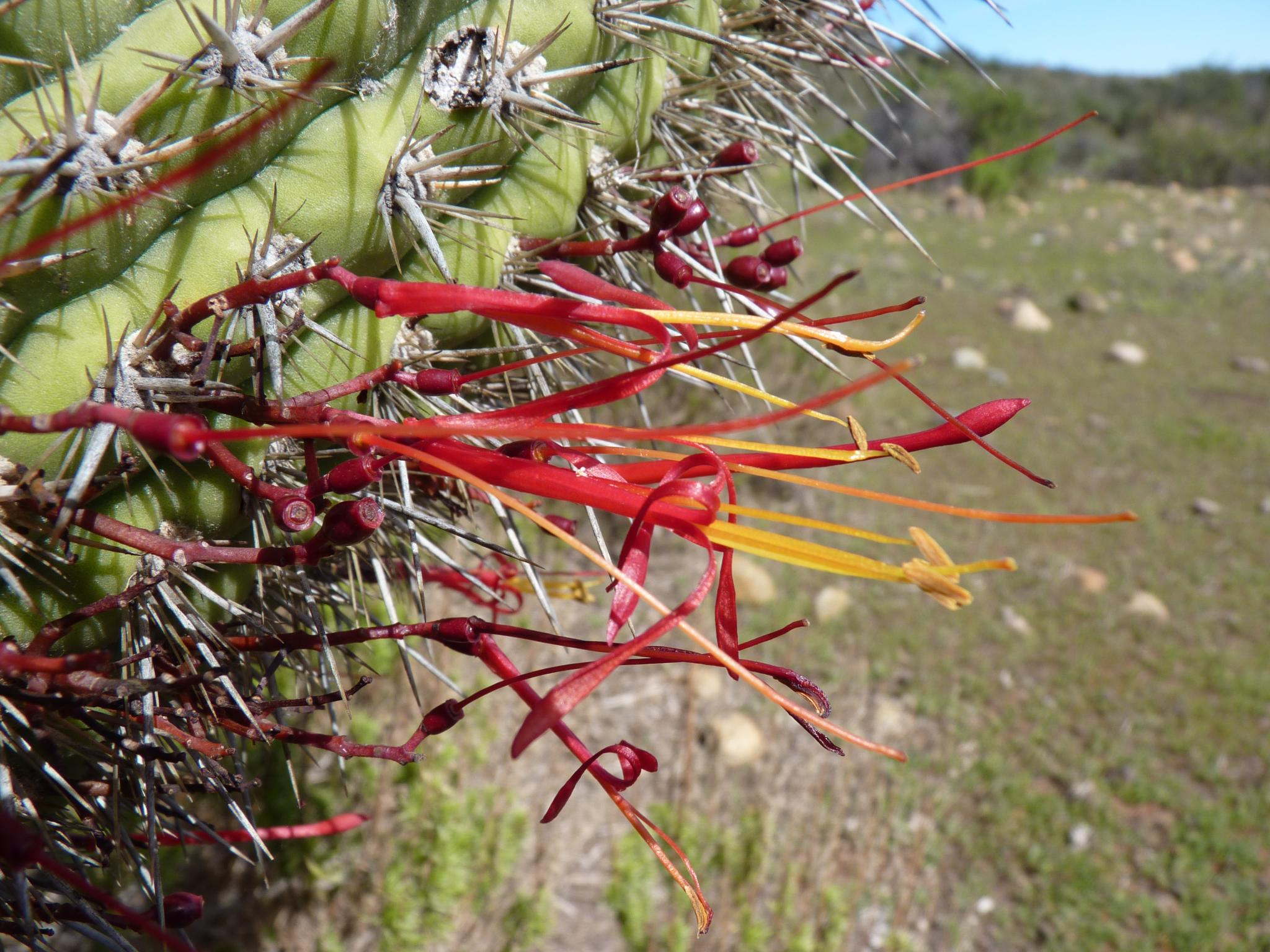
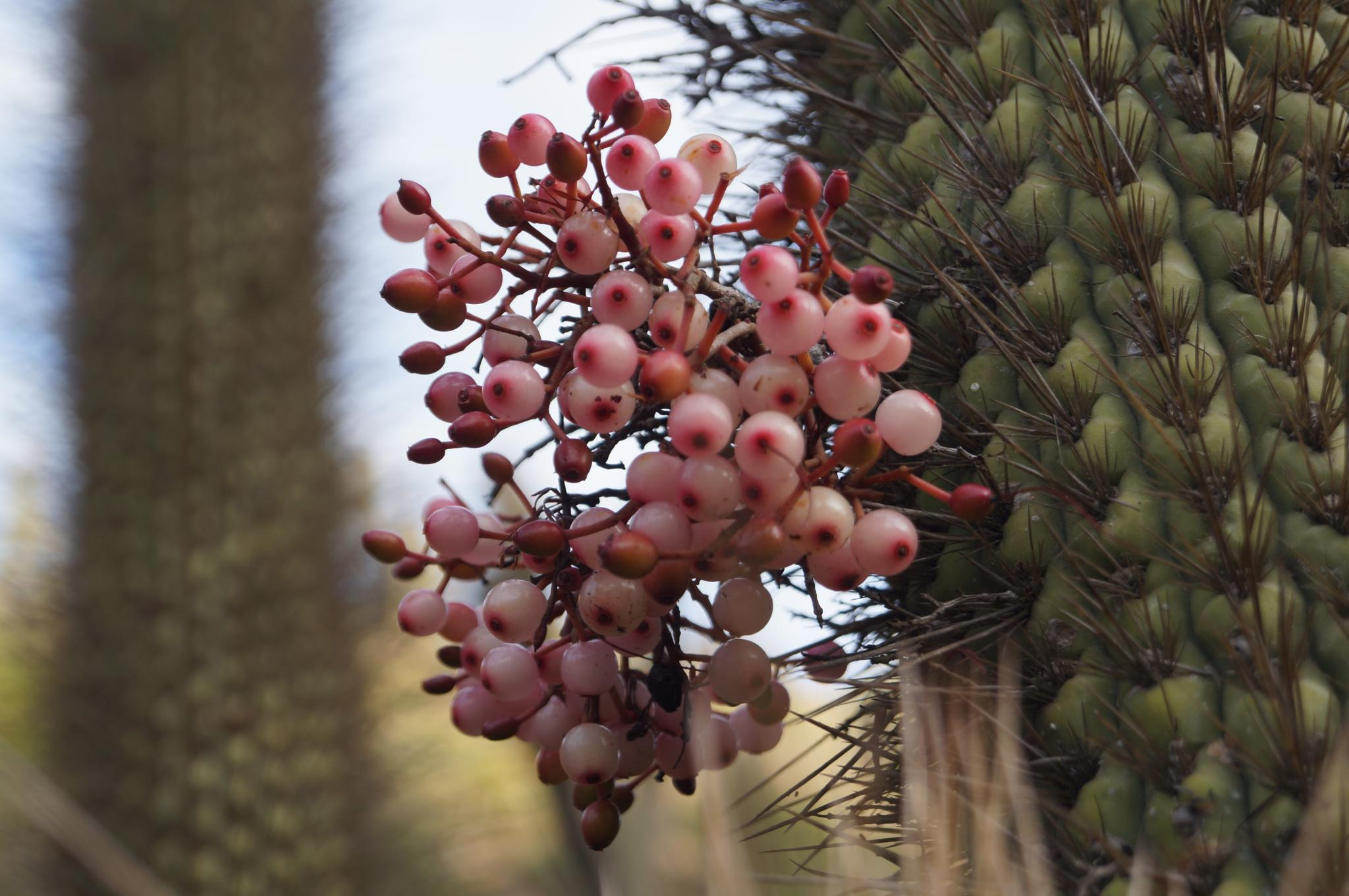